# Panoa mora
Panoa mora är en spindelart som beskrevs av den nyzeeländske zoologen Raymond Forster 1970. Artens utbredningsområde är Nya Zeeland och ingår i släktet Panoa och familjen Desidae. Inga underarter finns listade i Catalogue of Life.